# Wilhelm Ehrenborg
Fredrik Wilhelm Theodor Ehrenborg, född 25 juli 1850 i Karlshamns församling, död 21 oktober 1926 i Kristianstads stadsförsamling. var en svensk jurist. 
Ehrenborg blev student vid Lunds universitet 1869, avlade hovrättsexamen 1873 och blev vice häradshövding 1876. Han blev extra länsnotarie i Kristianstads län 1878, var auditör vid Skånska husarregementet 1880–1886, blev ordinarie länsnotarie i Kristianstads län 1886 och var landssekreterare där 1890–1917. Ehrenborg blev riddare av Nordstjärneorden 1896 och kommendör av andra klassen av samma orden 1908.
Wilhelm Ehrenborg var gift med Tomasine Ulrika Johanna Olson, dotter till Carl Arcadius Olson samt syster till Henriette Elisabeth gift med Johan Anders Areskoug.